# Waterschap Vinkeveen
Het waterschap Vinkeveen  was een klein waterschap in de Nederlandse provincie Utrecht, in de gemeente Vinkeveen en Waverveen. De Vinkeveense polder (veenderij) maakte deel uit van het waterschap.